# Yvrandes
Yvrandes is een plaats en voormalige gemeente in het Franse departement Orne in de regio Normandië en telt 161 inwoners (2008). De plaats maakt deel uit van het arrondissement Argentan.

## Geschiedenis
Tot 1 januari 2015 was Yvrandes een zelfstandige gemeente. Op die datum werd het met Beauchêne, Frênes, Larchamp, Saint-Cornier-des-Landes, Saint-Jean-des-Bois en Tinchebray samengevoegd tot de fusiegemeente Tinchebray-Bocage.

## Geografie
De oppervlakte van Yvrandes bedraagt 10,6 km², de bevolkingsdichtheid is 12,7 inwoners per km².
De onderstaande kaart toont de ligging van Yvrandes met de belangrijkste infrastructuur en aangrenzende gemeenten.

## Demografie
Onderstaande figuur toont het verloop van het inwonertal (bron: INSEE-tellingen).
Beauchêne · Frênes · Larchamp · Saint-Cornier-des-Landes · Saint-Jean-des-Bois · Tinchebray · Yvrandes